# Blanca Fernández Morena
Blanca Pilar Fernández Morena (Ciudad Real, 6 de marzo de 1972) es una política española del Partido Socialista Obrero Español (PSOE), consejera de Igualdad y portavoz del Gobierno de Castilla-La Mancha desde 2019 hasta 2023, momento en el que ha tomado las riendas de la Delegación del Gobierno de Castilla-La Mancha en Ciudad Real, convirtiéndose en la máxima representante del Gobierno regional en la provincia. Fue diputada en las viii y ix legislaturas de las Cortes de Castilla-La Mancha, y en la xiii legislatura del Congreso de los Diputados.

## Biografía

### Primeros años
Nacida el 6 de marzo de 1972, estudió Trabajo Social en Cuenca. Ejerció el cargo de alcaldesa de Porzuna entre 2001 y 2008.

### Diputada regional

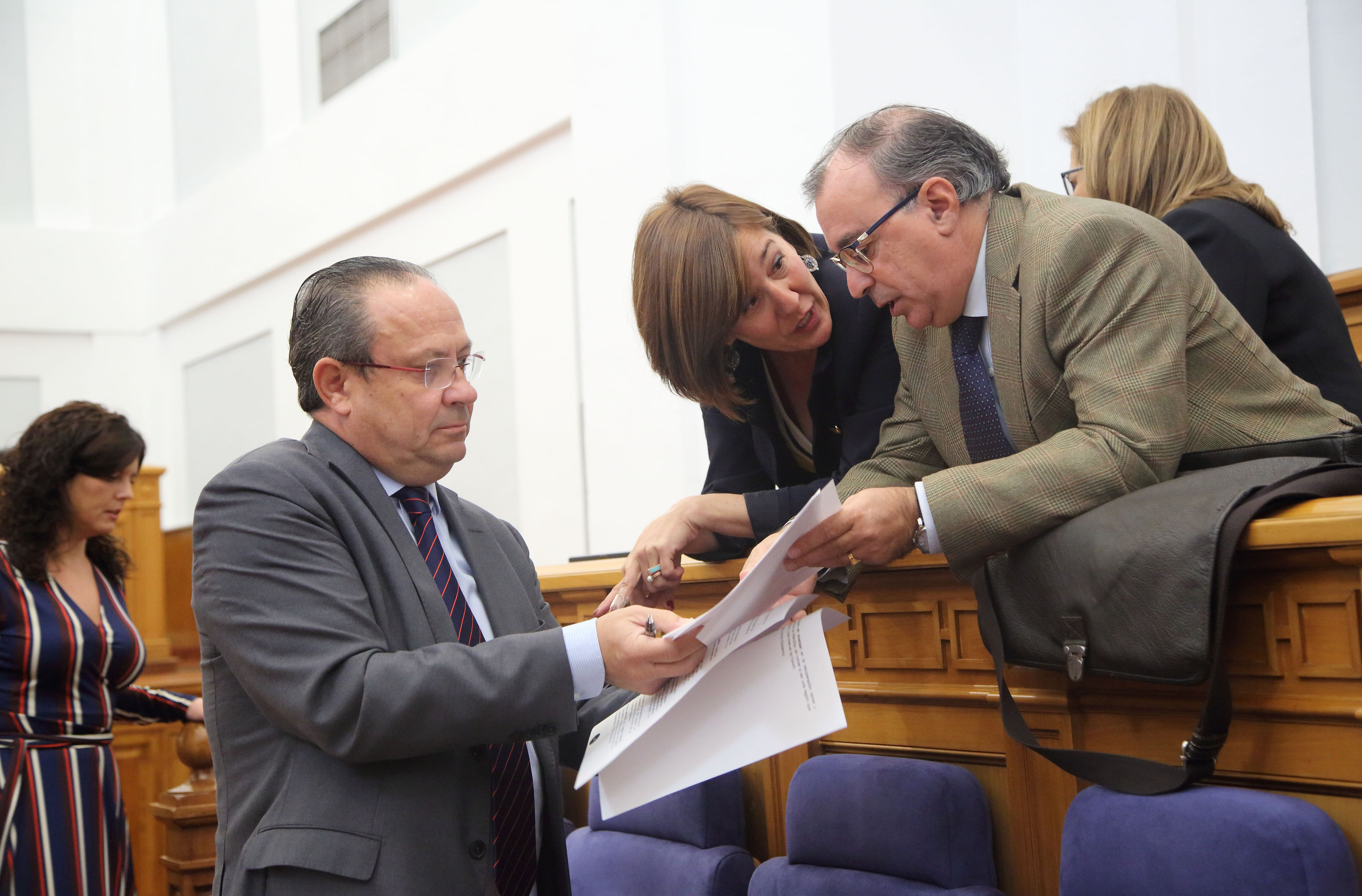
Departiendo en sede parlamentaria con el consejero Juan Alfonso Ruiz Molina y con el diputado Emilio Sáez (2017).

Candidata en el segundo puesto de la lista del PSOE por Ciudad Real de cara a las elecciones a las Cortes de Castilla-La Mancha de 2011 encabezada por Nemesio de Lara, fue elegida diputada de la octava legislatura del Parlamento regional, en la cual ejerció la secretaría segunda de la mesa de la cámara. Secretaria de Organización del PSOE en Ciudad Real, fue reelegida en las elecciones de 2015, y, con la reestructuración del Grupo Parlamentario Socialista durante la ix legislatura, se convirtió en la nueva portavoz del grupo parlamentario, en sustitución de José Luis Martínez Guijarro.

### Diputada en el Congreso
Candidatura a diputada por Ciudad Real en las elecciones generales de abril de 2019, resultó elegida y se convirtió en diputada de la xiii legislatura del Congreso de los Diputados.

### Consejera del Gobierno de Castilla-La Mancha
Tras el resultado de las elecciones a las Cortes de Castilla-La Mancha del 26 de mayo de 2019, que otorgaron una mayoría absoluta al PSOE, en julio de 2019 fue nombrada por Emiliano García-Page, que renovó el cargo de jefe del gobierno regional por un segundo mandato, como consejera del gobierno de Castilla-La Mancha, cesando entonces como miembro de la cámara baja. Tomó posesión del cargo el 8 de julio junto al resto de consejeros.
Algunas de las actuaciones más destacadas, de las cientos que se realizaron en la legislatura, se encuentran el inicio de la puesta en marcha de los Centros de Atención a Víctimas de Agresiones Sexuales en las cinco provincias, el inicio del Plan Corresponsables o la Ley 5/2022, de 6 de mayo, de Diversidad Sexual y Derechos LGTBI en Castilla-La Mancha.